# Cacophonous Records
Cacophonous Records est un label indépendant britannique de metal extrême. La grande majorité des groupes étant sous ce label sont de genre heavy metal, death metal, black metal et metal gothique. Depuis la fin des années 2010, le label ne semble plus montrer signe d'activité.

## Histoire
Cacophonous Records est fondé à la fin 1992. De nombreux groupes connus, tels que Dimmu Borgir ou Cradle of Filth ont enregistré leur premiers disques sous ce label.
En 2015, le label signe The King Is Blind. En 2016, le label annonce rééditer le 6 mai de la même année les deux premiers albums de Bal-Sagoth aux formats CD et numérique : A Black Moon Broods over Lemuria (1995) et Starfire Burning upon the Ice-Veiled Throne of Ultima Thule (1996). Toujours en 2016, Cacophonous signe le groupe The Infernal Sea, qui publiera The Great Mortality.

## Groupes et artistes
- Abyssos
- Antestor
- Bal-Sagoth
- Cradle of Filth
- Deinonychus
- Dimmu Borgir
- Gehenna
- Primordial
- Root
- Sigh
- The Infernal Sea